# ناصر أحمد (لاعب كرة قدم)
ناصر أحمد ناصر النعيمي (مواليد 10 يونيو 2002) لاعب كرة قدم عماني يجيد اللعب في جناح أيسر مع نادي النصر الإماراتي.

## الحياة الشخصية
ولد في سلطنة عمان لأب عماني و أم إماراتية.

## مسيرة اللاعب
بدأ مع نادي النهضة العماني في الفئات السنية و انتقل إلى نادي النصر الإماراتي في عام 2020, و وصل للفريق الأول مطلع عام 2022 و أعير إلى نادي النهضة العماني في صيف 2022 لمدة موسم.